# Destination Anywhere
Albums de Jon Bon Jovi
Blaze of Glory
(1990) The Power Station Years
(2001)
Singles
1. Midnight in Chelsea
Sortie : 1er juin 1997
2. Queen of New Orleans
Sortie : 25 août 1997
3. Janie, Don't Take Your Love to Town
Sortie : 1997
4. Ugly
Sortie : 6 avril 1998
5. Staring at Your Window with a Suitcase in My Hand (Promo)
Sortie : 1998

Destination Anywhere est le deuxième album studio de Jon Bon Jovi, sorti le 17 juin 1997, et présente les musiques du film Destination Anywhere paru la même année. Cet album fait suite au succès du précédent disque Blaze of Glory, la bande originale du film Young Guns 2. La production est assez différente par rapport aux albums passés du groupe Bon Jovi, on trouve des loops de batterie, des chœurs féminins et Jon Bon Jovi chante de manière plus grave dans la plupart des morceaux. David Bryan, l'un de ses compagnons de longue date, est invité à joueur des parties au piano et à l'accordéon sur l'album. Desmond Child, co-auteur de certaines chansons à succès telle que Livin' on a Prayer, joue notamment du tuba dans la chanson Ugly et est également producteur.

## Genèse
C'est majoritairement en Europe que cet album a pris forme, en 1996. Jon Bon Jovi tournait des films et composa dès qu'il avait du temps libre. Il fit appel au guitariste du groupe pop Eurythmics, Dave Stewart, pour l'aider à créer de nouvelles chansons, mais aussi à les produire lors de leur enregistrement. La création du disque s'est étalée sur plus d'une année, le livret de l'album indiquant les dates de prises de son. Le chanteur a également composé avec Eric Bazilian, Desmond Child ou bien Mark Hudson.
C'est un disque très différent de Bon Jovi. Après la tournée pour l'album These Days qui fut un grand succès, Jon Bon Jovi ne savait pas trop quoi raconter dans ses textes tant ses rêves d'adolescents les plus fous étaient comblés. Qui plus est, son agenda était vide pour un moment depuis longtemps, une sensation qu'il exprime dans la chanson Midnight In Chelsea (no one's asking for a favour/ no one's looking for a saviour/ I'm the man I wanna be : personne ne veut de faveur, personne ne cherche de sauveur, je suis l'homme que je veux être). Il évoque également la première relation sexuelle avec sa femme dans It's Just Me, ou bien le décès de la fille de son manager Paul Korzilius dans August 7, 4.15, un titre dont il assure le solo de guitare.
Le single Midnight In Chelsea est monté à la quatrième place des charts en Angleterre. Il s'agit du meilleur résultat du chanteur dans ce pays, en solo ou avec son groupe.

## Parution et accueil

### Sortie commerciale
L'album se classe en 31e position au Billboard 200, en 6e position du Top albums canadien et à la deuxième place du UK Albums Chart. Le premier single Midnight in Chelsea est le single solo de Bon Jovi le plus performant au Royaume-Uni, atteignant la quatrième place du UK Singles Chart. Le deuxième single Queen of New Orléans en position n°10 et le troisième single Janie, Don't Take Your Love to Town en 13e place. Le quatrième single Ugly arrive à se hisser dans le hit-parade de certains pays européens mais pas au Royaume-Uni. Staring at Your Window With a Suitcase in My Hand est publié en tant que single promotionnel.

### Critiques
Le critique d'AllMusic, Stephen Thomas Erlewine, décrit le disque comme « un bel exemple de pop mainstream de la fin des années 90 » et « une percée pour Bon Jovi, parce que c'est la première fois qu'il a l'air d'avoir atteint l'âge adulte ». Chuck Eddy de Entertainment Weekly donne son opinion : « Presque toutes les chansons de Destination Anywhere pourraient être plus rapides, plus courtes et données une image moins fatigante du monde dans lequel on vit, mais les mélodies de Bon Jovi sont quand même indélébiles. »

## Film
Destination Anywhere: The Film (également sorti en 1997) incorpore les musiques et les concepts de l'album. Le film met en vedette Jon Bon Jovi et Demi Moore en tant que jeune couple aux prises avec l'alcoolisme et la mort de leur jeune enfant. Le film fait ses débuts à la télévision sur MTV et VH1 en 1997. Kevin Bacon, Whoopi Goldberg et Annabella Sciorra font également partie du casting. Réalisé par Mark Pellington, le film sort en DVD le 11 avril 2005 et contient également l'EPK de l'album et cinq vidéos promotionnelles pour les singles de l'album. Le titre It's Just Me est notamment mis en avant dans le film.

## Titres
Toutes les chansons ont été écrites et composées par Jon Bon Jovi, sauf mention contraire.
| No  | Titre                                             | Auteur                                | Durée |
| --- | ------------------------------------------------- | ------------------------------------- | ----- |
| 1.  | Queen of New Orleans                              | Jon Bon Jovi, Dave Stewart            | 4:31  |
| 2.  | Janie, Don't Take Your Love to Town               | Jon Bon Jovi                          | 5:18  |
| 3.  | Midnight in Chelsea                               | Jon Bon Jovi, Dave Stewart            | 4:58  |
| 4.  | Ugly                                              | Jon Bon Jovi, Eric Bazilian           | 3:24  |
| 5.  | Staring at Your Window With a Suitcase in My Hand | Jon Bon Jovi                          | 4:26  |
| 6.  | Every Word Was a Piece of My Heart                | Jon Bon Jovi                          | 5:16  |
| 7.  | It's Just Me                                      | Jon Bon Jovi                          | 6:44  |
| 8.  | Destination Anywhere                              | Jon Bon Jovi                          | 4:56  |
| 9.  | Learning How to Fall                              | Jon Bon Jovi                          | 4:04  |
| 10. | Naked                                             | Jon Bon Jovi, Mark Hudson, Greg Wells | 4:42  |
| 11. | Little City                                       | Jon Bon Jovi                          | 4:58  |
| 12. | August 7, 4:15                                    | Jon Bon Jovi                          | 4:59  |
| 13. | Cold Hard Heart                                   | Jon Bon Jovi                          | 4:42  |

| 14. | I Talk to Jesus | Jon Bon Jovi | 5:20 |

| 14. | Miro a tu Ventana (version espagnole de Staring at Your Window...) | Jon Bon Jovi | 4:26 |

| 14. | Sad Song Night | Desmond Child , Jon Bon Jovi, Eric Bazilian | 3:52 |

### Edition Limitée
En 1998, une seconde version de l'album est parue avec un deuxième disque contenant plusieurs titres enregistrés en concert.
| 1. | Queen of New Orleans                             | Jon Bon Jovi, Dave Stewart  | 5:16 |
| 2. | Midnight in Chelsea                              | Jon Bon Jovi, Dave Stewart  | 5:41 |
| 3. | Destination Anywhere                             | Jon Bon Jovi                | 5:26 |
| 4. | Sans titre                                       | Jon Bon Jovi, Eric Bazilian | 3:31 |
| 5. | It's Just Me                                     | Jon Bon Jovi                | 7:15 |
| 6. | August 7, 4:15                                   | Jon Bon Jovi                | 5:26 |
| 7. | Jailbreak                                        | Phil Lynott                 | 4:28 |
| 8. | Not Fade Away                                    | Buddy Holly, Norman Petty   | 3:38 |
| 9. | Janie, Don't Take Your Love to Town (Acoustique) | Jon Bon Jovi                | 3:23 |

### Autres titres Bonus
- August 7, 4.15 (version acoustique, face B du single Midnight In Chelsea)
- Every Word Was A Piece Of My Heart (Dave Stewart mix, face B du single Midnight In Chelsea)
- Every Word Was A Piece Of My Heart (version acoustique, face B du single Queen Of New Orleans)

## Personnel
- Jon Bon Jovi – chant, guitare acoustique et électrique, harmonica, piano
- Dean Fasano – chœurs
- Steve Lironi – guitare acoustique et électrique, claviers, synthétiseur, boucles de programmation
- Bobby Bandiera – guitare électrique et acoustique
- Lance Quinn, Eric Bazilian, Dave Stewart et Aldo Nova – guitare
- Kurt Johnston – Dobro
- David Bryan – accordéon, piano
- Desmond Child – tuba
- Guy Davis – piano, Orgue Hammond B-3
- Rob Hyman – Piano électrique Wurlitzer
- Jerry Cohen – orgue, claviers, guitare
- Alex Silva – claviers, programmation
- Terry Disley et Imogen Heap – claviers
- Hugh McDonald – basse
- Kenny Aronoff – batterie
- Andy Wright et Paul Taylor – programmation
- Maxayne Lewis, Alexandra Brown, Zhana Saunders, Brigitte Bryant, Mark Hudson, Dean Fasano, Mardette Lynch et Helena Christensen – chœurs
- David Campbell et Teese Gohl – arrangements de cordes

## Production
- Producteurs – Dave Stewart, Stephen Lironi, Jon Bon Jovi, Desmond Child & Eric Bazilian.
- Ingénieurs du son – Charles Dye, Niven Garland, Cage Gondar, Mike Malak, Lee Manning, Obie O'Brien, Andrew Roshberg, Mark Springer, J.C. Ulloa, Robert Valdez, Mike Woglom
- Mixage – Niven Garland, Jim Labinski, Marc Lane, Obie O'Brien, Mike Rew
- Mastering – George Marino

## Charts et Certifications

### Charts
| Chart (1997)              | Classement |
| ------------------------- | ---------- |
| German Albums Chart       | 26         |
| Billboard 200             | 31         |
| Top Canadian Albums Chart | 6          |
| UK Albums Chart           | 2          |

### Ventes et certifications
| Pays        | Certification | Ventes    |
| ----------- | ------------- | --------- |
| Allemagne   | Platine       | 500 000   |
| Argentine   | Or            | 30 000    |
| Autriche    | Or            | 25 000    |
| Australie   | Or            | 35 000    |
| Brésil      | Or            | 100 000   |
| Canada      | Platine       | 100 000   |
| Europe      | Platine       | 1 000 000 |
| Royaume-Uni | Or            | 100 000   |
| Suisse      | Platine       | 50 000    |